# Землетрясение в Польше (2010)
Землетрясение магнитудой 5,0 произошло 30 декабря 2010 года в 08:56:44 (UTC) в польской Нижней Силезии, в 3,7 км к юго-юго-западу от города Польковице. Гипоцентр землетрясения располагался на глубине 5,0 километров. Интенсивность землетрясения достигла VI по шкале Меркалли.
В результате землетрясения в медной шахте Рудна, принадлежащей компании KGHM Polska Miedź погибли 3 шахтера, 12 человек получили ранения, из них 2 человека были госпитализированы. Остальные шахтёры были успешно эвакуированы. Экономический ущерб составил менее 0,75 млн долларов США.
Учёные изучают первопричины возникновения этого землетрясения. Они предполагают, что поскольку Нижняя Силезия является горнодобывающим регионом, то есть вероятность, что сейсмическая активность здесь связана с горнодобывающей деятельностью, которая всё еще продолжается.